# Igualitarismo

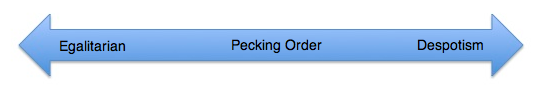
Esta imagem retrata as várias ordens sociais que um grupo social pode demonstrar: Em uma sociedade igualitária, todos os membros de um grupo social são equivalentes em classificação. Em uma hierarquia linear, cada membro recebe uma classificação em relação ao outro, criando uma distribuição linear de poder. Em uma hierarquia despótica, um membro recebe domínio enquanto todos os outros são subordinados.

Igualitarismo, em filosofia política, é uma doutrina que defende a igualdade de direitos e oportunidades, para todos os seres humanos, tanto no âmbito político como no âmbito econômico e social.
Na perspectiva liberal, o igualitarismo, tal como definido por Karl Popper em A sociedade aberta e seus inimigos, é "a exigência de que todos os cidadãos do Estado sejam tratados imparcialmente. É a exigência de que o nascimento, relações familiares ou riqueza não influenciem aqueles que aplicam a lei aos cidadãos. Em outras palavras, o igualitarismo não reconhece privilégios 'naturais', embora certos privilégios possam ser conferidos pelos cidadãos àqueles em quem confiam".
No discurso da esquerda política, porém, o igualitarismo vai além da igualdade perante a lei, envolvendo também a luta de classes contra a desigualdade social e econômica.